# Raffaele Valenzano
Raffaele Valenzano (Torino, 10 febbraio 1917 – Torino, 14 giugno 1996) è stato un militare e aviatore italiano, asso dell'aviazione durante la seconda guerra mondiale con 8 vittorie accertate. Decorato con due Medaglie d'argento al valor militare, con la Croce di Ferro di seconda classe tedesca e di Medaglia di bronzo al valor militare dalla Repubblica Sociale Italiana.

## Biografia

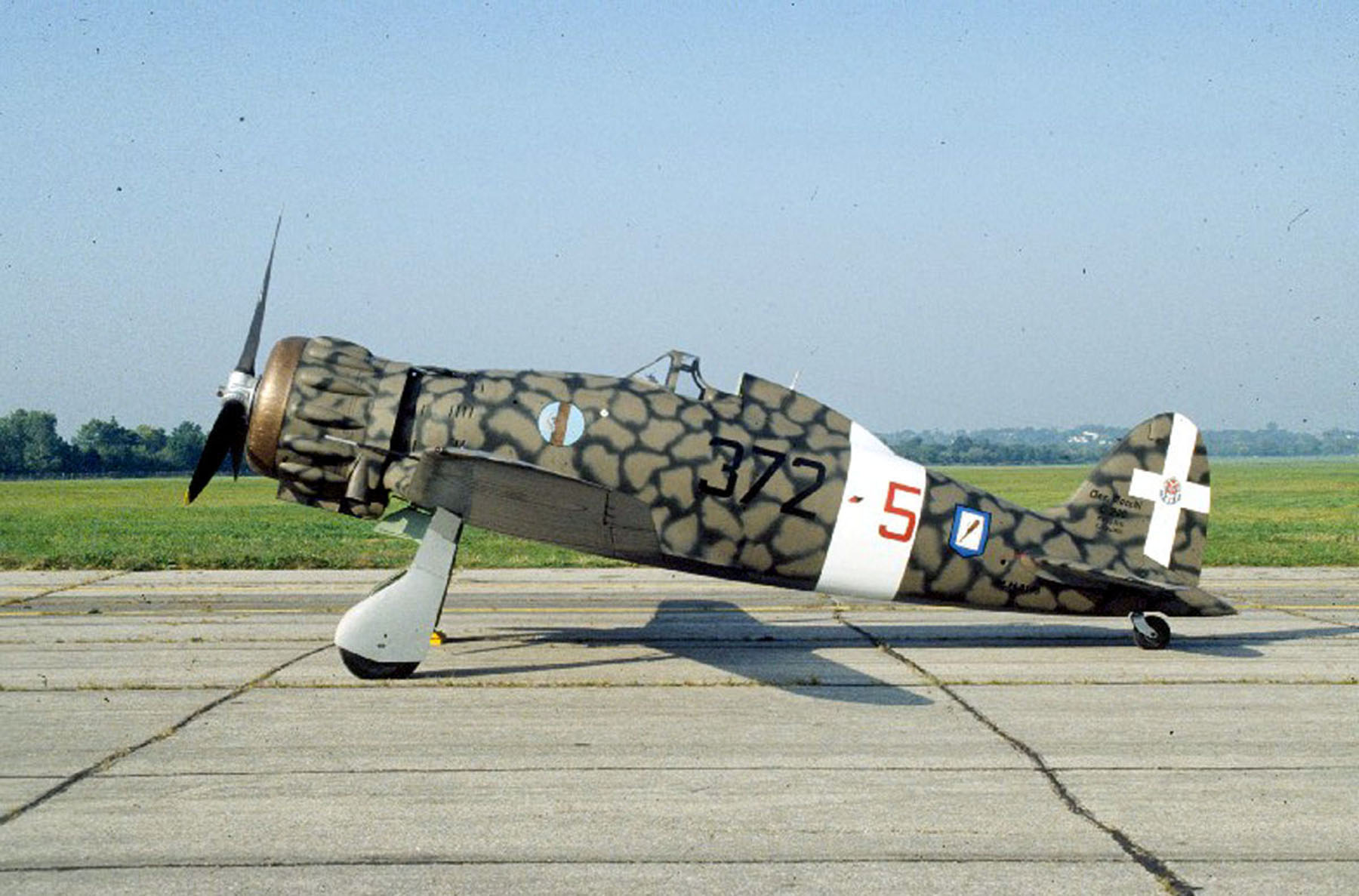
Il C.200 Saetta con la colorazione utilizzata in Nord Africa. Questo esemplare fu catturato, trasferito negli Stati Uniti d'America e nel 1989 ristrutturato. Attualmente è esposto al National Museum of the United States Air Force.

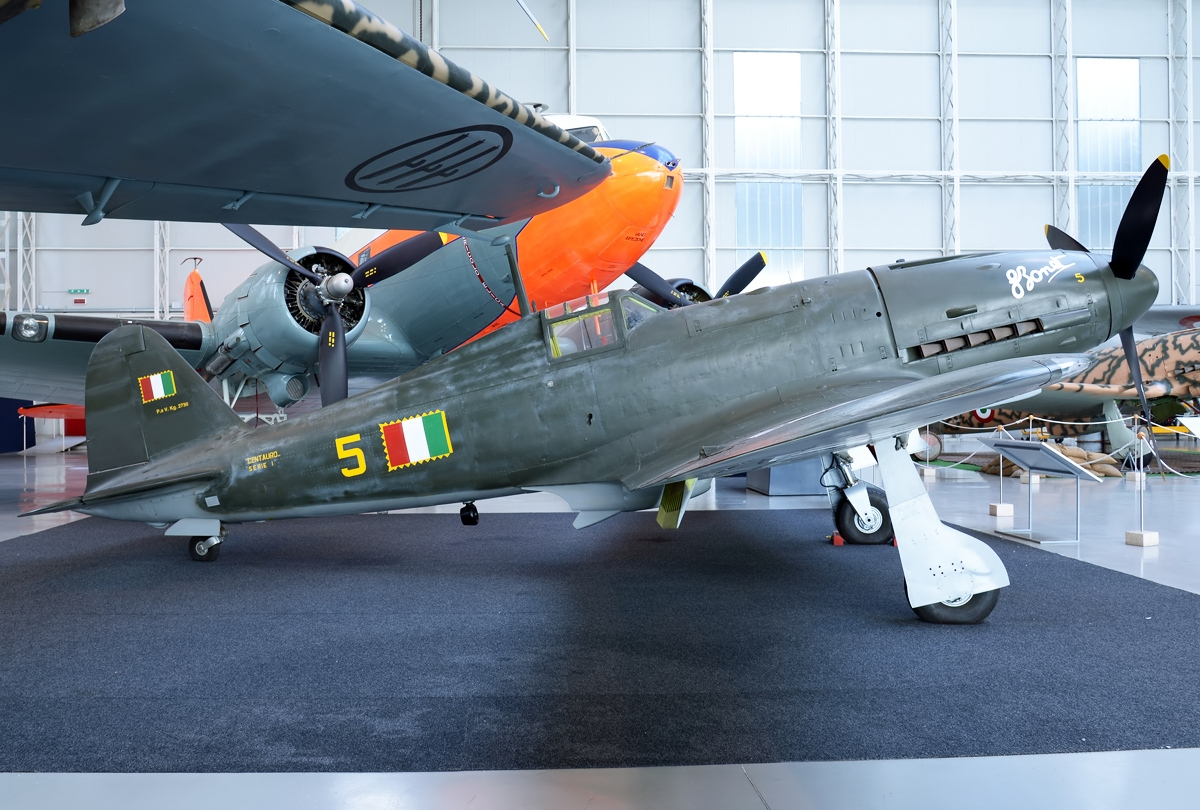
Un caccia Fiat G.55 Centauro con le insegne dell'Aeronautica Nazionale Repubblicana esposto presso il Museo dell'Aeronautica di Vigna di Valle.

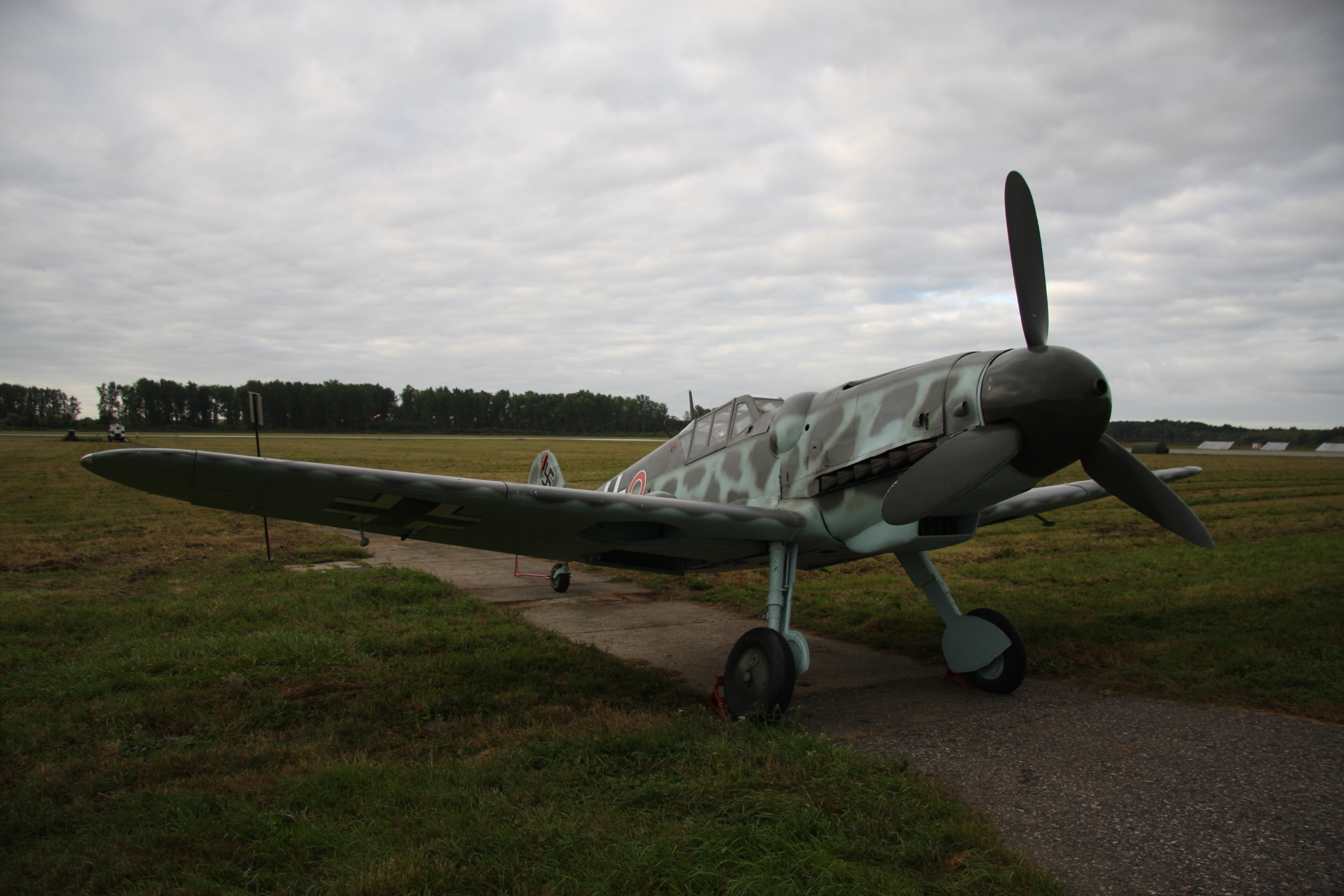
Un caccia Messerschmitt Bf 109G-6 con le insegne della Luftwaffe.

Nacque a Torino il 10 febbraio 1917, figlio di Giuseppe. Giunto quasi al termine degli studi di agraria, iniziò a praticare il volo a vela, ottenendo i brevetti "A " e "B" sul campo d'aviazione di San Francesco al Campo, nei pressi di Torino, e il "C" l'anno successivo a Sezze.
Nel 1939 fu arruolato nella Regia Aeronautica e nel febbraio 1940 è inviato presso la Scuola Caccia di 1° periodo di Foligno, dove volò sugli addestratori Breda Ba.25, e poi con gli IMAM Ro.41 Maggiolino. Trasferito alla Scuola caccia di 2° periodo,  dove volò sui Fiat C.R.30 e poi sui caccia Fiat C.R.32, G.50 Freccia e infine sugli Aermacchi C.200 Saetta. 
Al termine della Scuola fu inviato presso l'aeroporto di Torino-Caselle, assegnato in forza al 2º Stormo Caccia Terrestre, rientrato da poco in Patria per fare il passaggio sul C.200 Saetta. Durante un volo di addestramento sul Fiat C.R.42 Falco, si mise a fare acrobazia aerea sulla stazione di Porta Nuova, al fine di divertire un suo nipote che abita li vicino. Sfortunatamente la bravata fu vista dal comandante della locale Zona Aerea Territoriale, generale Silvio Scaroni, che si trovava nell'Hotel Ligure, e che gli fece comminare 10 giorni di arresti. Trasferito temporaneamente sull'aeroporto di Villanova di Albenga, impiegato dalla caccia notturna, volò sulla apposita versione CR 42N. Nel 1941 fu trasferito a Sarzana, e poi alla 78ª Squadriglia aeroplani da caccia del 13º Gruppo, dotata dei C.200 Saetta, dove eseguì la sua prima missione operativa, una scorta ad un convoglio navale.  Al momento del trasferimento della sua squadriglia in Africa Settentrionale Italiana, causa un "fuoripista" dovette cedere il suo aereo al suo comandante. Attese il pezzo di ricambio per quasi un mese a Castelvetrano, poi partì atterrando a Pantelleria, e da lì, volando sul mare arrivò a Castelbenito e quindi raggiunse la sua squadriglia di stanza a Misurata. Era il maggio del 1942, e durante l'avanzata verso l'Egitto i Macchi effettuarono missioni di mitragliamento contro le colonne inglesi in ritirata lungo la via Balbia. Il 15 luglio fu personalmente decorato da Mussolini a Tobruk con la Medaglia d'argento al valor militare.  Insieme ad altri due decorati scortò l'aereo del capo del governo a Sollum, Derna, e poi fino a Creta sulla via del ritorno. Ritornato al reparto ebbe un grave incidente sul campo di Bu Amud mentre collaudava, su richiesta del maggiore Viale, alcuni C.R.42AS/CB trasformati in aerei assaltatori con l'installazione di travetti portabombe alari.  Dopo aver collaudato con successo i primi quattro esemplari, con il quinto effettuò alcune figure di acrobazia, ma in uscita da un looping si schiantò al suolo sul campo. Aiutato ad uscire dal relitto del C.R.42 dal suo motorista, se la cavò con numerosi tagli al viso, ricuciti presso l'ospedale di Tobruk con trenta punti di sutura, e quindi fu rimpatriato a bordo della nave ospedale Aquileia. Dopo tre mesi di convalescenza, nell'ottobre 1942 fu assegnato al 2º Gruppo complementare (2º Gruppo volo) di stanza a Venaria Reale. Pur non avendo ancora la necessaria abilitazione all'Aermacchi C.202 Folgore, il 4 novembre si offrì volontario per trasferirne uno sull'Aeroporto di Martuba in Libia, volo che portò regolarmente a termine, rientrando in Italia su di un aereo da trasporto il giorno 6. Nel gennaio 1943, dopo aver seguito un corso di aerofotografia con il C.202 Folgore a Guidonia, fu assegnato alla 372ª Squadriglia del 153º Gruppo "Asso di Bastoni", operante nel canale di Sicilia, dai campi d'aviazione di Sciacca, Palermo, Chinisia, con compiti di scorta agli aeroconvogli ed alle navi mercantili diretti verso la Tunisia, e di protezione ai porti siciliani. Durante questo periodo iniziò a conseguire le sue prime vittorie, abbattendo un Curtiss P-40 su Capo Bon, due Lockheed P-38 Lightning, e un bombardiere Boeing B-17 Flying Fortress. 
Tra il giugno e i primi di luglio del 1943 gli incessanti bombardamenti sui campi d'aviazione italiani, preliminari all'operazione Husky, distrussero o danneggiarono tutti i C.202 Folgore del 153º Gruppo. L'otto luglio i piloti del reparto raggiunsero Catania in autobus, e da lì, su un Messerschmitt Me 323 della Luftwaffe, atterrarono a Pomigliano d'Arco, con l'ordine di raggiungere Caselle, a Torino. Qui, nel mese di agosto, i piloti iniziarono a volare con i primi esemplari di Fiat G.55 Centauro del 53º Stormo e dove si trovava all'atto della firma dell'armistizio dell'8 settembre.
Aderito alla Repubblica Sociale Italiana, fu ammesso nelle file della Aeronautica Nazionale Repubblicana, e nel febbraio 1944 si trasferì a Bresso con altri piloti, riprendendo a volare sui C.200 Saetta e G.55 Centauro. Assegnato alla 4ª Squadriglia del 2º Gruppo caccia "Gigi Tre Osei", dapprima di stanza a Reggio Emilia, e poi a Cascina Vaga (Arena Po), vicino a Pavia, rientrò in azione. Il 8 maggio si distinse in un combattimento contro alcuni caccia Republic P-47 Thunderbolt francesi sopra La Spezia. Il mese successivo arrivarono i primi Messerschmitt Bf 109G, e G.55 sono versati al 1º Gruppo caccia "Asso di bastoni". Fu in combattimento il 24 giugno, il 12 e 13 luglio e il 15 luglio abbatte un Supermarine Spitfire. Il 21 dello stesso mese abbatte un bombardiere Consolidated B-24 Liberator. Il 27 agosto fu insignito della Croce di Ferro di seconda classe, e il 4 novembre conseguì una nuova vittoria a spese di un B-17 Flying Fortress.
Il 10 dicembre, dopo aver colpito e abbattuto un bombardiere North American B-25J Mitchell, il suo aereo è abbattuto dal tiro di risposta del velivolo nemico, ed egli dovette lanciarsi con il paracadute. Il suo Me 109 forse precipitò nel lago d'Idro o secondo altre fonti a Faserno , mentre lui atterrò nella zona di Malga Plaz, sopra il paese di Darzo, nelle vicinanze Faserno. Soccorso da un boscaiolo, trascorse un mese di convalescenza all'Hotel Danieli di Venezia. 
Tornato alla sua squadriglia, partecipa alla scorta, in fase di decollo e atterraggio, dell'Arado Ar 234 da ricognizione di stanza ad Aviano, proteggendolo dalla onnipresente caccia avversaria. Il 2 aprile 1945 gli aerei alleati scatenarono un durissimo attacco contro il campo d'aviazione di Aviano. Segnalata una formazione di bombardieri diretta in Germania, apparentemente senza scorta, le squadriglie "Diavoli Rossi" e "Gigi tre Osei" si preparano all'attacco, quando la caccia nemica complice alcuni problemi emersi in fase di salita in quota dei caccia dell'ANR, attaccando dall'alto colse di sorpresa gli aerei repubblicani. L'attacco costò la vita a sette piloti, due rimasero feriti, e andarono perduti 14 velivoli.  Nell'aprile 1945 colse la sua ottava vittoria a spese di un bombardiere Martin B-26 Marauder, e il 28 dello stesso mese, dopo aver ritirato con i suoi gregari cinque nuovi Bf 109, all'atterraggio sull'aeroporto di Orio al Serio fu informato della morte del Duce, e della fine della Repubblica Sociale Italiana. Decorato sul campo da una Medaglia d'argento al valor militare, poi trasformata in Medaglia di bronzo, nei giorni seguenti alla resa rifiutò di togliere dall'uniforme i "gladi", simbolo militare della RSI, rischiando di essere ucciso a sangue freddo dai due partigiani che glielo imponevano. Fu salvato dall'intervento di un terzo partigiano, loro comandante. Nel dopoguerra fu sottoposto a procedimento di epurazione, e gli vennero assegnati 60 giorni di arresti di fortezza.

### Annotazioni
1. ↑  Avrebbe potuto ottenere l'esonero, perché orfano di padre.
2. ↑  I C.R.42 adibiti alla caccia notturna disponevano solo di scarichi del motore modificati.
3. ↑  Fu quello un periodo durissimo, dove persero la vita a Tulln il 25 luglio Vittorio Pignatti di Morano, e poi il 16 novembre Antonio Longhini. Durante quei giorni strinse amicizia imperitura con Loris Baldi, Zuccarini e Ugo Drago.
4. ↑  Il bombardiere americano si schiantò al suolo nei pressi dei fienili di Nar, sulle montagne di Storo. Dei sei componenti dell'equipaggio, 4 riuscirono a salvarsi lanciandosi col paracadute ma il co-pilota Royce E. Stephens e il pilota Herbert Herman persero la vita.
5. ↑  La squadriglia dei "Diavoli Rossi" decollò in ritardo, e il comandante del 2º Gruppo stava scendendo di quota per problemi tecnici, seguito da alcuni dei suoi piloti che non ne compresero la manovra.
6. ↑  Fu proposto per la concessione di una seconda Medaglia d'argento al valor militare, che non ebbe seguito per la fine della guerra.
7. ↑  Con la seguente motivazione: Nella convinzione di perseguire finalità di interesse nazionale, aderiva alla Repubblica Sociale Italiana, giurando fedeltà ed inoltrando domanda di arruolamento volontario nell'Aeronautica Repubblicana. Dal Dicembre 1943 prestava ininterrotto servizio in reparti da caccia, svolgendo notevole attività di volo bellico, e sostenendo ventotto combattimenti contro formazioni aeree alleate.

### Fonti
1. 1 2 3 4 5 6 7 8 9 10 11 12 13 14 15 16 17 18 19 20 21 22 23 24 25 26 27 28 29  Users.
2. 1 2 3  Valle Sabbia News.
3. ↑  Ufficio Storico dell'Aeronautica Militare 1977, p. 16.
4. 1 2 3 4 5 6  Apostolo, Massimello 2000, p. 86.
5. ↑  Dunning 1988, p. 26.
6. ↑   Bf 109 ANR, pilota Ten. R. Valenzano, caduto sui monti di Storo (TN), su archeologidellaria.org. URL consultato il 15 novembre 2020.
7. ↑   la battaglia tra aerei nei cieli di Storo, su giornaletrentino.it.
8. ↑  Bollettino Ufficiale 1943, dispensa 5ª, registrato alla Corte dei Conti addì 20 marzo 1943, registro n.18 Aeronautica, foglio n.337.
9. ↑  Registrato alla Corte dei Conti addì 10 agosto 1955, registro n.4 Aeronautica, foglio n.10.